# Предраг Пешко
Предраг Пешко (Бока, 29. мај 1955) српски је хирург и редовни професор Медицинског факултета Универзитета у Београду.

## Живот
Рођен је 29. маја 1955. године у Боки код Зрењанина. Завршио је Медицински факултет Универзитета у Београду 1980. године са укупном средњом оценом 9,46 (просечна оцена из клиничких предмета 10,00). Специјалистички испит из опште хирургије положио је са одликом на Првој хируршкој клиници Универзитетског клиничког центра у Београду 1986. године. Магистрирао је 1985. године са радом „Хируршки аспекти дијабетских ангиопатија“. Докторирао је 1992. године на Медицинском факултету Универзитета у Београду са радом „Дистрибуције лимфогених метастаза карцинома и њен значај за радикалну хируршку интервенцију“. Дописни члан Српске академије наука и уметности постао је 2. новембра 2006. године, а редовни 1. новембра 2012. године. До сада је објавио преко 280 радова, четири поглавља у уџбеницима и два поглавља у књигама.

## Универзитетска звања
За асистента на Катедри хирургије Медицинског факултета Универзитета у Београду изабран је 1987. године и реизабран 1991. године. Доцент је постао 1994. године, а ванредни професор 1998. У звање ванредног професора реизабран је 2003. године. Редовни професор Медицинског факултета Универзитета у Београду постао је 2004. године.